# Puerta del Portillo
La puerta del Portillo fue una puerta de la ciudad española de Zaragoza, ya desaparecida.

## Descripción
La puerta daba entrada a la ciudad española de Zaragoza por el oeste. Aparece descrita en la Guía de Zaragoza (1860) de Vicente Andrés con las siguientes palabras:

—del Portillo. Situada á O. de la poblacion, junto á la plaza de su nombre, es de un solo arco de ladrillo, bastante alto y de mérito regular. Fué construida despues de la guerra de la Independencia, por haberse totalmente destruido la que habia anteriormente: su frente dá á la carretera general de Madrid y Navarra, y el castillo de la Aljafería. Es constante y piadosa tradicion, que cerca de esta puerta se verificó la milagrosa aparicion de la Vírgen del Portillo, en el año 1119, á la cual se venera en su iglesia contigua á dicha puerta, intramuros de la ciudad.
(Andrés, 1860, p. 518)

La puerta fue derruida tras la revolución de 1868. Cerca de donde estaba la puerta se encuentra actualmente la iglesia parroquial de Nuestra Señora del Portillo.